# 中和 (奈良県)
中和（ちゅうわ）は、令制国の大和国（和州）中部を指す地域名称である。現在では奈良県北部のうち奈良盆地周囲に位置する地域を指す名称として用いられる。

## 概要
厳密な定義がある訳ではないが、近鉄大阪線を東西の軸とした区域を指すことが多い。一口に「中和」といえど、早くから開発が進んだ北和、西和に続く形で開発が進み、人口が増加している香芝市や大和高田市を中心とした西部と、盆地故の農村地帯も多く残る橿原市や桜井市を中心とした東部では表情が異なる。

### 自治体
- 大和高田市
- 橿原市
- 桜井市
- 御所市
- 香芝市
- 葛城市
- 北葛城郡広陵町
- 磯城郡川西町
- 磯城郡三宅町
- 磯城郡田原本町
- 高市郡高取町
- 高市郡明日香村

北和や西和と違い、南和との境界はやや曖昧である。特に橿原市（近鉄南大阪線以南）・御所市・高市郡については南和に含める場合もある。
国土交通省では、大和高田市、橿原市、桜井市、香芝市、葛城市、広陵町、川西町、三宅町、田原本町を中和地域とし、御所市、高取町、明日香村は南和地域としている。